# 疏花地榆
疏花地榆（学名：Sanguisorba dissita）为蔷薇科地榆属的植物，为中国的特有植物。分布于不丹以及中国大陆的西藏等地，生长于海拔3,200米至3,900米的地区，多生在林缘、山坡草地和灌丛中，目前尚未由人工引种栽培。